# Halloween (musiksingel)
Halloween är en singel släppt 1986 av den danska skräckrockaren King Diamond. Låten är tagen från albumet Fatal Portrait.

## Låtarna
1. "Halloween" - 4:12
2. "The Candle" - 6:38
3. "The Lake" - 4:11

## Medverkande
- Sång: King Diamond
- Gitarr: Andy La Rocque
- Gitarr: Michael Denner
- Bas: Timi Hansen
- Trummor: Mikkey Dee